# (22173) Myersdavis
(22173) Myersdavis (2000 XE25) – planetoida z pasa głównego asteroid okrążająca Słońce w ciągu 4,07 lat w średniej odległości 2,55 j.a. Odkryta 4 grudnia 2000 roku.